# Westeuropaliga 2013/2014 (Springreiten)
Die Westeuropaliga des FEI-Weltcups Springreiten 2013/2014 (Longines FEI World Cup™ Jumping 2013–2014, Western European League) war die 36. Saison der west- und mitteleuropäischen Liga des FEI-Weltcups der Springreiter. Der Weltcup gilt im Bereich der Westeuropaliga als wichtigste Turnierserie in der Hallensaison.

## Ablauf der Turnierserie
Die Saison 2013/2014 war die erste, die vom Schweizer Uhrenhersteller Longines gesponsert wird. Die Liga umfasste in diesem Jahr nur zehn Stationen: wie im Vorjahr war mit Lyon ein Turnier aus dem Bereich der Westeuropaliga Weltcupfinal-Standort, zudem verzichtete der CHI Genf zugunsten des „Rolex Grand Slam of Show Jumping“ auf seinen Weltcupstatus. Das Turnier Indoor Brabant in ’s-Hertogenbosch schloss im Oktober 2013 ebenfalls einen Sponsoringvertrag mit Rolex und schied aus der Westeuropaliga aus.
Alle diese Turniere der Liga waren als CSI 5*, der höchsten Kategorie im Springreiten, ausgeschrieben. Sie wurden mit dem Zusatz -W (also CSI 5*-W) gekennzeichnet, um sie als Weltcupturniere kenntlich zu machen.
In der Saison 2013/2014 erstreckte sich die Westeuropaliga vom 13. Oktober bis zum 2. März. Es qualifizieren sich die besten 18 Reiter der Westeuropaliga sowie eventuell Zusatzteilnehmer („extra competitors“) für das Weltcupfinale 2014.
Die Weltcup-Wertungsprüfungen fanden jeweils am Sonntagnachmittag, vereinzelt auch am Samstagabend statt. Sie waren als Springprüfung mit einmaligem Stechen ausgeschrieben, die Hindernishöhe betrug bis zu 1,60 Meter. Die Dotierung dieser Prüfungen betrug jeweils mindestens 100.000 €.

## Medien
Die FEI übertrug die Weltcupprüfungen der Westeuropaliga kostenpflichtig über ihr Internet-Portal FEI TV. Im Fernsehen wurden die Weltcupprüfungen zumeist im Durchführungsland live übertragen, in einzelnen Staaten Europas wurden auch die anderen Prüfungen der Westeuropaliga zeitversetzt live übertragen.
Die pan-europäische Verbreitung der Prüfungen der Westeuropaliga fand von Oktober bis Dezember 2013, anders als in den vorherigen Saisonen, bei Eurosport nicht mehr als 60-minütige Zusammenfassung statt. Stattdessen wurden im weiterhin von Rolex unterstützten Mittwochabendprogramm nur noch kurze Ergebniszusammenfassungen gezeigt. Seit dem Januar 2014 wurden die Weltcupprüfungen am Tag der Prüfung in 60-minütigen Zusammenfassung gezeigt.

## Die Prüfungen

### 1. Prüfung: Oslo
Die erste Weltcupprüfung der Westeuropaliga findet traditionell in Oslo statt. Die Oslo Horse Show wurde vom 10. bis 13. Oktober 2013 in der Telenor-Arena ausgetragen. Das Weltcupspringen wurde am 13. Oktober ab 12:30 Uhr durchgeführt.
Von 40 Teilnehmern erreichten neun das Stechen. Sieben dieser Reiter blieben erneut ohne Fehler, so dass die Zeit die Entscheidung über den Sieg brachte. Mit deutlichem Vorsprung von über zwei Sekunden siegten Scott Brash und sein elfjähriger Wallach Sanctos vor Steve Guerdat mit Nino des Buissonnets. Mit nochmals über einer Sekunde Abstand folgte Marcus Ehning mit seinem Hengst auf dem dritten Rang. Die Prüfung war mit 106.500 Euro sowie mit einem Auto des Prüfungssponsors Land Rover dotiert.
|             | Reiter        | Pferd                | 1. Umlauf | 1. Umlauf   | Stechen  | Stechen | Wertungs- punkte |
| Strafpunkte | Reiter        | Pferd                | Zeit (s)  | Strafpunkte | Zeit (s) |         | Wertungs- punkte |
| ----------- | ------------- | -------------------- | --------- | ----------- | -------- | ------- | ---------------- |
| 1           | Scott Brash   | Sanctos              | 0         | -           | 0        | 34,29   | 20               |
| 2           | Steve Guerdat | Nino des Buissonnets | 0         | -           | 0        | 36,52   | 17               |
| 3           | Marcus Ehning | Copin van de Broy    | 0         | -           | 0        | 37,72   | 15               |

(Plätze eins bis drei von insgesamt 40 Teilnehmern)

### 2. Prüfung: Helsinki
Die Helsinki International Horse Show fand vom 17. bis 20. Oktober 2013 in der Hartwall Areena in Helsinki statt. Hier wurde am 20. Oktober ab 16 Uhr die zweite Station der Westeuropaliga 2012/2013 ausgetragen.
Im Normalumlauf blieben acht Starterpaare ohne Fehler und sicherten sich damit den Einzug in das Stechen, 12 Starter hatten ein Ergebnis von vier Strafpunkten. Im Stechen gelang fünf von acht Reitern erneut eine fehlerfreie Runde. Mit deutlichen Abstand der schnellste und damit der Sieger war Patrice Delaveau mit seinem Hengst Orient Express. Steve Guerdat erreichte wie bereits in Oslo den zweiten Platz.
|             | Reiter           | Pferd                | 1. Umlauf | 1. Umlauf   | Stechen  | Stechen | Wertungs- punkte |
| Strafpunkte | Reiter           | Pferd                | Zeit (s)  | Strafpunkte | Zeit (s) |         | Wertungs- punkte |
| ----------- | ---------------- | -------------------- | --------- | ----------- | -------- | ------- | ---------------- |
| 1           | Patrice Delaveau | Orient Express       | 0         | -           | 0        | 34,23   | 20               |
| 2           | Steve Guerdat    | Nino des Buissonnets | 0         | -           | 0        | 35,99   | 17               |
| 3           | Shane Breen      | Balloon              | 0         | -           | 0        | 37,14   | 15               |

(Plätze eins bis drei von insgesamt 39 Teilnehmern)

### 3. Prüfung: Verona
Die italienische Etappe der Westeuropaliga der Springreiter fand vom 7. bis 10. November 2013 im Rahmen der Fieracavalli statt. Austragungsort war die Veronafiere in Verona. Das Weltcupspringen begann am 10. November gegen 14:30 Uhr.
Im ersten Umlauf des von Uliano Vezzani erbauten Parcours hatten 25 von 40 Startern ein Ergebnis von vier oder weniger Strafpunkten, zwölf von ihnen waren fehlerfrei und zogen damit in das Stechen ein. Als erster Reiter im Stechen zeigte Luca Maria Moneta mit seinem Wallach Neptune Brecourt eine schnelle Fehlerfreie Runde, mit der er sechs Ritte lang in Führung blieb. Erst Christian Ahlmann und Aragon Z waren fehlerfrei gut eine halbe Sekunde schneller als Moneta und setzten sich damit an die Spitze. Der letzte Starterpaar des Stechens, Scott Brash und Ursula XII, konnten Ahlmanns Sieg noch gefährden. Sie blieben fehlerfrei, waren jedoch neun Hundertstelsekunden langsamer und kamen damit auf den zweiten Platz.
|             | Reiter            | Pferd            | 1. Umlauf | 1. Umlauf   | Stechen  | Stechen | Wertungs- punkte |
| Strafpunkte | Reiter            | Pferd            | Zeit (s)  | Strafpunkte | Zeit (s) |         | Wertungs- punkte |
| ----------- | ----------------- | ---------------- | --------- | ----------- | -------- | ------- | ---------------- |
| 1           | Christian Ahlmann | Aragon Z         | 0         | -           | 0        | 44,38   | 20               |
| 2           | Scott Brash       | Ursula XII       | 0         | -           | 0        | 44,47   | 17               |
| 3           | Luca Maria Moneta | Neptune Brecourt | 0         | -           | 0        | 44,93   | 15               |

(Plätze eins bis drei von insgesamt 40 Teilnehmern)

### 4. Prüfung: Stuttgart
Im Rahmen der Stuttgart German Masters wird die vierte Wertungsprüfung der Westeuropaliga 2013/2014 ausgetragen. Das Turnier wurde vom 13. bis 17. November 2013 durchgeführt. Der Große Preis, der die Weltcup-Wertungsprüfung in Stuttgart darstellte, fand am Nachmittag des 18. November (ab 14:30 Uhr) statt.
Im ersten Umlauf der Prüfung blieben neun Reiter ohne Fehler. Zwei Reiter hatten lediglich einen Zeitstrafpunkt, darunter Maurice Tebbel, der erst kurz vor Beginn des Turniers aufgrund des Startverzichts von Christian Ahlmann in das Starterfeld nachrückte.
Im Stechen der fehlerfreien Reiter wechselte die Führung zunächst fast nach jedem Ritt. Hans-Dieter Dreher blieb mit Embassy II in 36,27 Sekunden ohne Fehler. Nach ihm kamen noch vier Reiter an den Start: Edwina Tops-Alexander und Meredith Michaels-Beerbaum gingen mit ihren Pferden nicht volles Risiko und kamen am Ende auf den sechsten bzw. siebenten Platz. Roger Yves Bost und Myrtille Paulois hatten einen Abwurf im Stechen und auch der letzte Reiter, Ludger Beerbaum mit Chaman kam nicht mehr an die Zeit Drehers heran. Für den aus Baden-Württemberg stammenden war dies der erste Sieg im Großen Preis von Stuttgart.
|             | Reiter             | Pferd                | 1. Umlauf | 1. Umlauf   | Stechen  | Stechen | Wertungs- punkte |
| Strafpunkte | Reiter             | Pferd                | Zeit (s)  | Strafpunkte | Zeit (s) |         | Wertungs- punkte |
| ----------- | ------------------ | -------------------- | --------- | ----------- | -------- | ------- | ---------------- |
| 1           | Hans-Dieter Dreher | Embassy II           | 0         | -           | 0        | 36,27   | 20               |
| 2           | Steve Guerdat      | Nino des Buissonnets | 0         | -           | 0        | 37,37   | 17               |
| 3           | Ludger Beerbaum    | Chaman               | 0         | -           | 0        | 37,74   | 15               |

(Plätze eins bis drei von insgesamt 40 Teilnehmern)

### 5. Prüfung: London
Bereits weihnachtlich geschmückt, bildete die Olympia London International Horse Show den Rahmen für die fünfte Weltcupprüfung der Westeuropaliga. Das Turnier wurde vom 17. bis 23. Dezember 2013 in London ausgetragen.
Der Parcours des Weltcupspringens wurde vom portugiesischen Parcoursbauer Bernardo Costa Cabral geplant. Im ersten Umlauf hatten mehr als die Hälfte der Starter ein Ergebnis von vier Strafpunkten oder besser, elf von ihnen waren ohne Fehler geblieben und qualifizieren sich damit für das Stechen. Im Stechen blieben fünf Starterpaare fehlerfrei, die Zeiten der besten vier hiervon lagen lediglich 32 Hundertstelsekunden auseinander. Der Sieg ging an Maikel van der Vleuten, dessen Vater Eric van der Vleuten diese Prüfung vier Jahre zuvor gewonnen hatte.
|             | Reiter                 | Pferd              | 1. Umlauf | 1. Umlauf   | Stechen  | Stechen | Wertungs- punkte |
| Strafpunkte | Reiter                 | Pferd              | Zeit (s)  | Strafpunkte | Zeit (s) |         | Wertungs- punkte |
| ----------- | ---------------------- | ------------------ | --------- | ----------- | -------- | ------- | ---------------- |
| 1           | Maikel van der Vleuten | Sapphire B         | 0         | -           | 0        | 37,07   | 20               |
| 2           | François Mathy Jr      | Polinska des Isles | 0         | -           | 0        | 37,12   | 17               |
| 3           | Daniel Neilson         | Varo M             | 0         | -           | 0        | 37,19   | 15               |

(Plätze eins bis drei von insgesamt 36 Teilnehmern)

### 6. Prüfung: Mechelen
Vom 26. bis 30. Dezember fand im belgischen Mechelen Jumping Mechelen - Vlaanderens Kerstjumping, das letzte große Turnier des Reitsportjahres, statt. Das Weltcupspringen wurde am Schlusstag, welcher im Jahr 2013 ein Montag war, ab 16:00 Uhr ausgetragen.
Im ersten Umlauf der Prüfung kam es zu recht vielen Fehlern, 23 von 40 Teilnehmern hatten acht oder mehr Strafpunkte oder beendeten den Ritt nicht. Fehlerfrei blieben vier Pferd-Reiter-Paare, Edwina Tops-Alexander und Ego van Orti waren etwas zu langsam und bekamen einen Zeitstrafpunkt. Im Stechen der Besten vier gingen zunächst Jens Fredricson an den Start und blieb fehlerfrei. Dies gelang auch der nach ihm folgenden Pilar Cordon, die jedoch langsamer war. Daniel Deußer blieb mit Cornet d'Amour fehlerfrei und war nochmals 77 Hundertstelsekunden schneller als Fredricson. Dem abschließend an den Start gegangenen Jeroen Dubbeldam unterlief mit Zenith ein Fehler im Stechen, er beendete den Ritt nicht mehr und kam auf den vierten Rang.
|             | Reiter                | Pferd          | 1. Umlauf | 1. Umlauf   | Stechen  | Stechen | Wertungs- punkte |
| Strafpunkte | Reiter                | Pferd          | Zeit (s)  | Strafpunkte | Zeit (s) |         | Wertungs- punkte |
| ----------- | --------------------- | -------------- | --------- | ----------- | -------- | ------- | ---------------- |
| 1           | Daniel Deußer         | Cornet d'Amour | 0         | -           | 0        | 35,66   | 20               |
| 2           | Jens Fredricson       | Lunatic        | 0         | -           | 0        | 36,43   | 17               |
| 3           | Pilar Lucrecia Cordon | Nuage Bleu     | 0         | -           | 0        | 37,94   | 15               |

(Plätze eins bis drei von insgesamt 40 Teilnehmern)

### 7. Prüfung: Leipzig
Bei der Partner Pferd auf dem Leipziger Messegelände wurde die Westeuropaliga im neuen Jahr fortgesetzt. Die Partner Pferd wurde im Jahr 2014 vom 16. bis 19. Januar ausgetragen. Der Große Preis am Sonntag war die Weltcupprüfung der Springreiter in Leipzig.
Nach dem ersten Umlauf hatten 23 Pferd-Reiter-Paare ein Ergebnis von vier oder weniger Strafpunkten. Elf von ihnen blieben ohne Fehler, was fast genau einem Viertel des Starterfeldes entsprach. Drei Reiter gaben im ersten Umlauf auf.
Als erster der elf qualifizierten Reiter ging Lars Nieberg mit Leonie W in das Stechen. Mit einer guten fehlerfreien Runde setzten sie sich in Führung und blieben dort bis etwa zur Hälfte des Stechens. als zweiter Reiter ging Markus Renzel in das Stechen, mit Cassydy war er fehlerfrei, aber etwas langsamer als Nieberg, im Endergebnis kam er auf den vierten Rang. Roger-Yves Bost gelang es, Nieberg die Führung abzunehmen. Mit Myrtille Paulois blieb er ohne Fehler in einer Zeit von 40,78 Sekunden. Noch etwas schneller fehlerfrei blieb nur noch Patrice Delaveau, der sich mit dem Hengst Lacrimoso damit den Sieg sicherte.
|             | Reiter           | Pferd            | 1. Umlauf | 1. Umlauf   | Stechen  | Stechen | Wertungs- punkte |
| Strafpunkte | Reiter           | Pferd            | Zeit (s)  | Strafpunkte | Zeit (s) |         | Wertungs- punkte |
| ----------- | ---------------- | ---------------- | --------- | ----------- | -------- | ------- | ---------------- |
| 1           | Patrice Delaveau | Lacrimoso        | 0         | -           | 0        | 40,13   | 20               |
| 2           | Roger-Yves Bost  | Myrtille Paulois | 0         | -           | 0        | 40,78   | 17               |
| 3           | Lars Nieberg     | Leonie W.        | 0         | -           | 0        | 42,58   | 15               |

(Plätze eins bis drei von insgesamt 40 Teilnehmern)

### 8. Prüfung: Zürich
Zum sechsten Mal war der CSI Zürich ein Weltcupturnier der Westeuropaliga. Das im Züricher Hallenstadion ausgetragene Turnier fand 2014 vom 24. bis zum 26. Januar statt. Die Classic genannte Weltcupprüfung wurde am Nachmittag des 26. Januar 2014 durchgeführt.
Die erlaubte Zeit war im ersten Umlauf für viele Reiter eine Herausforderung: Neun von 38 Teilnehmern blieben nicht in der erlaubten Zeit. Bei drei von ihnen verhinderte ein Zeitstrafpunkt den Einzug in das Stechen. Für das Stechen qualifizierten sich neuen Pferd-Reiter-Paare mit einer fehlerfreien Runde.
Im Stechen gelang es als Erstem Joe Clee, ohne Fehler zu blieben. Bis etwa zur Hälfte des Stechens blieb er der einzige fehlerfreie Starter, dann gelang es Christian Ahlmann ohne Fehler zu bleiben, er kam jedoch an die Zeit von Clee nicht heran. Mit dem neunjährigen Wallach Toulago gelang es Pius Schwizer, mit dem dritten fehlerfreier Ritt im Stechen die Führung zu übernehmen. An diese Leistung kam niemand mehr heran, somit gewann Schwizer das Weltcupspringen.
|             | Reiter            | Pferd             | 1. Umlauf | 1. Umlauf   | Stechen  | Stechen | Wertungs- punkte |
| Strafpunkte | Reiter            | Pferd             | Zeit (s)  | Strafpunkte | Zeit (s) |         | Wertungs- punkte |
| ----------- | ----------------- | ----------------- | --------- | ----------- | -------- | ------- | ---------------- |
| 1           | Pius Schwizer     | Toulago           | 0         | -           | 0        | 34,65   | 20               |
| 2           | Joe Clee          | Diablesse de Muze | 0         | -           | 0        | 34,79   | 17               |
| 3           | Christian Ahlmann | Aragon Z          | 0         | -           | 0        | 35,56   | 15               |

### 9. Prüfung: Bordeaux
In der Saison 2013/2014 wurde in Frankreich nur ein Turnier der Westeuropaliga durchgeführt. Im Rahmen des Jumping International de Bordeaux wurde die neunte Prüfung der Westeuropaliga ausgetragen. Das Turnier fand vom 7. bis 9. Februar 2014 im Parc de Expositions de Bordeaux statt. Die Weltcupspringprüfung fand, anders als bei den meisten Weltcupturnieren, nicht am Abschlusstag, sondern am Samstagabend statt.
Im recht langen ersten Umlauf der Prüfung (die Reiter benötigten jeweils etwa 75 bis 80 Sekunden für den Ritt) spielte der erlaubte Zeit eine untergeordnete Rolle, keiner der 37 Starter bekam Zeitstrafpunkte. Insgesamt gelang es gut einem Drittel der Teilnehmer (13 Pferd-Reiter-Paaren) sich für das Strechen zu qualifizierten, was überdurchschnittlich viel ist.
Marco Kutscher war mit Cash als erster Starter des Stechen nicht viel Glück beschieden, mit acht Strafpunkten kam er am Ende auf der 13. Rang. Der zweite Starter des Stechens hingegen gelang eine fehlerfreie Runde, Joe Clee bewältigte den Stechparcours mit Diablesse de Muze in 38,20 Sekunden. Die Führung wurde ihm von Billy Twomey abgenommen, der diese wiederum an Pius Schwizer verlor. Gegen Ende des Stechens konnte Schwizers Zeit noch zwei Mal ohne Fehler unterboten werden: Roger-Yves Bost setzte sich zwischenzeitlich mit der Stute Myrtille Paulois in Führung, musste der Sieg dann aber doch noch an das vorletzte Starterpaar - Marcus Ehning und Cornado NRW - abgeben.
|             | Reiter          | Pferd            | 1. Umlauf | 1. Umlauf   | Stechen  | Stechen | Wertungs- punkte |
| Strafpunkte | Reiter          | Pferd            | Zeit (s)  | Strafpunkte | Zeit (s) |         | Wertungs- punkte |
| ----------- | --------------- | ---------------- | --------- | ----------- | -------- | ------- | ---------------- |
| 1           | Marcus Ehning   | Cornado NRW      | 0         | -           | 0        | 35,45   | 20               |
| 2           | Roger-Yves Bost | Myrtille Paulois | 0         | -           | 0        | 35,66   | 17               |
| 3           | Pius Schwizer   | Toulago          | 0         | -           | 0        | 35,83   | 15               |

### 10. Prüfung: Göteborg
Am Austragungsort des Weltcupfinals 2013 fand die zehnte und letzte Wertungsprüfung der Westeuropaliga 2013/2014 statt. Die Göteborg Horse Show wurde vom 27. Februar bis zum 2. März 2014 ausgetragen.
Im ersten Umlauf des Weltcupspringens von Göteborg kamen 18 Starter auf ein Ergebnis von vier Strafpunkten, zehn Starterpaare blieben fehlerfrei und qualifizierten sich für das Stechen. Mit einem Zeitstrafpunkt verpasste Edwina Tops-Alexander knapp das Stechen.
Im Stechen gelang es sieben Pferd-Reiter-Paaren, ohne Fehler zu blieben. Das beste Ergebnis und damit dem Sieg hatte Nicola Philippaerts, der mit der elfjährigen Stute Donatella-N am Start war. Wenige Stunden zuvor hatte Philippaerts bereits die erste Springprüfung des Turniersonntags in Göteborg gewonnen. Auf den zweiten Platz im Weltcupspringen kam Marcus Ehning, der mit Plot Blue nur zwei Hundertstelsekunden langsamer war als Nicola Philippaerts. Mit dieser Platzierung sicherte sich Ehning den ersten Platz in den Endwertung des Westeuropaliga vor dem Weltcupfinale.
|             | Reiter                 | Pferd       | 1. Umlauf | 1. Umlauf   | Stechen  | Stechen | Wertungs- punkte |
| Strafpunkte | Reiter                 | Pferd       | Zeit (s)  | Strafpunkte | Zeit (s) |         | Wertungs- punkte |
| ----------- | ---------------------- | ----------- | --------- | ----------- | -------- | ------- | ---------------- |
| 1           | Nicola Philippaerts    | Donatella-N | 0         | -           | 0        | 39,30   | 20               |
| 2           | Marcus Ehning          | Plot Blue   | 0         | -           | 0        | 39,32   | 17               |
| 3           | Maikel van der Vleuten | Sapphire B  | 0         | -           | 0        | 39,52   | 15               |

## Gesamtwertung
Anhand der Gesamtwertung wird ermittelt, welche 18 Reiter aus den Staaten im Bereich der Westeuropaliga sich für das Finale qualifizieren. Zudem können sich weitere Reiter aus anderen Staaten über die Westeuropaliga für das Weltcupfinale qualifizieren, soweit sie im Bereich der Mittel- / Westeuropaliga wohnhaft sind. Jeder Reiter kann bei maximal sechs Prüfungen Wertungspunkte sammeln, weitere Wertungspunkte werden gestrichen.
Die Reiter können zudem in der Nordamerikanischen Weltcupliga Punkte sammeln (siehe „weitere“ in der nachfolgenden Tabelle). Wertungspunkte aus anderen Weltcupligen der Welt werden hingegen nicht in die Westeuropaliga übernommen.
Das Reglement findet sich im Hauptartikel zum Springreiter-Weltcup.
|    | Reiter                 | Oslo | Helsinki | Verona | Stuttgart | London | Mechelen | Leipzig | Zürich | Bordeaux | Göteborg | weitere | Wertungs- punkte |
| -- | ---------------------- | ---- | -------- | ------ | --------- | ------ | -------- | ------- | ------ | -------- | -------- | ------- | ---------------- |
| 1  | Marcus Ehning          | 15   | —        | 8      | 13        | —      | (0)      | (0)     | 8      | 20       | 17       | —       | 81               |
| 2  | Scott Brash            | 20   | 4        | 17     | (0)       | 11     | —        | 0       | —      | —        | —        | 17      | 69               |
| 3  | Pius Schwizer          | 6    | (0)      | 13     | —         | (0)    | —        | 0       | 20     | 15       | 9        | —       | 63               |
| 4  | Patrice Delaveau       | (0)  | 20       | 3      | 0         | —      | —        | 20      | 9      | 9        | —        | —       | 61               |
| 5  | Maikel van der Vleuten | 2    | 7        | 11     | —         | 20     | —        | (0)     | —      | 0        | 15       | —       | 55               |
| 6  | Ben Maher              | —    | —        | 0      | 3         | 0      | —        | —       | —      | —        | —        | 50      | 53               |
| 7  | Edwina Tops-Alexander  | 11   | (0)      | 10     | 11        | (3)    | 12       | (0)     | 3      | (0)      | 6        | —       | 53               |
| 8  | Steve Guerdat          | 17   | 17       | 0      | 17        | —      | —        | —       | 0      | 0        | —        | —       | 51               |
| 9  | Kevin Staut            | 3    | 8        | (1)    | (0)       | 5      | 10       | 11      | 11     | (2)      | (3)      | —       | 48               |
| 10 | Daniel Deußer          | —    | —        | 7      | 0         | —      | 20       | 0       | —      | —        | —        | 20      | 47               |
| 11 | Roger-Yves Bost        | (0)  | 3        | 0      | 8         | —      | —        | 17      | 0      | 17       | —        | —       | 45               |
| 12 | Billy Twomey           | —    | —        | —      | 12        | 1      | —        | 9       | 5      | 13       | —        | —       | 40               |
| 13 | Luciana Diniz          | 13   | 12       | 5      | 2         | —      | —        | —       | 0      | 6        | 2        | —       | 40               |
| 14 | Joe Clee               | —    | —        | —      | —         | —      | 11       | —       | 17     | 11       | —        | —       | 39               |
| 15 | Lars Nieberg           | —    | —        | —      | 0         | 12     | 5        | 15      | 7      | —        | 0        | —       | 39               |
| 16 | Nicola Philippaerts    | —    | —        | —      | —         | —      | (0)      | (0)     | 0      | 0        | 20       | 18      | 38               |
| 17 | Tim Gredley            | —    | —        | —      | —         | —      | —        | —       | —      | —        | —        | 36      | 36               |
| 18 | Lucy Davis             | —    | —        | —      | 9         | —      | —        | —       | —      | —        | —        | 27      | 36               |
| 19 | Christian Ahlmann      | 0    | —        | 20     | —         | —      | 0        | 0       | 15     | 0        | —        | —       | 35               |
| 20 | François Mathy Jr      | —    | —        | —      | —         | 17     | 0        | —       | —      | —        | —        | 17      | 34               |
| 21 | Michael Whitaker       | 0    | 10       | —      | —         | 10     | —        | 0       | —      | 12       | 0        | —       | 32               |
| 22 | Hans-Dieter Dreher     | 0    | 6        | —      | 20        | —      | 0        | —       | 0      | —        | 5        | —       | 31               |

Plätze eins bis 22

## Weltcupfinale
Gemeinsam mit dem Weltcupfinale der Dressurreiter wird das Weltcupfinale der Springreiter vom 17. bis 21. April 2013 in Lyon in Frankreich ausgetragen.